# Deutsche Sprintmeisterschaften 2021
Die 25. Deutschen Sprintmeisterschaften wurden am 9. und 10. Oktober 2021 auf dem Werdersee in Bremen ausgetragen und vom Bremer Sport-Club organisiert. Aufgrund der anhaltenden COVID-19-Pandemie fanden die Wettbewerbe unter strengen Hygieneregeln statt.
Wie im Vorjahr wurden in 13 Bootsklassen Medaillen vergeben, davon je sechs bei den Männern und Frauen sowie eine in der Mixed-Klasse. Die Rennen wurden über eine Distanz von 350 Metern ausgetragen.

## Medaillengewinner

### Männer
| Bootsklasse            | Gold | Silber | Bronze |
| ---------------------- | --- | --- | --- |
| Einer                  | Moritz Witten (WSV Honnef) | Felix Heinrich (RK Normannia Braunschweig) | Mohamed Taieb (ETuF Essen) |
| Doppelzweier           | Berliner Ruder-Club Tom Niklas Gränitz Moritz Wolff | RG Hansa Hamburg Linus Seibert Henrik Runge | Crefelder RC 1883 Jan Renner Jan Henrik Szymczak |
| Zweier ohne Steuermann | RTHC Bayer Leverkusen Dennis Dethmann Julius Christ | RV Münster von 1882 Leonard Benno Bührke Ivan Maidachevskyi | Bonner RG Paul-Eric Klapperich Julius Lingnau |
| Doppelvierer           | Kölner RV von 1877 Jonas Karthaus Maxime Wülfrath Robin Goeritz Christopher Becerra                                                                        | RC Nürtingen 1921 Christian Heszler Jurek Sauter Sven Liebrich Tim Liebrich                                                                                     | Stuttgarter RG von 1899 Mathias Mages Moritz Korthals Emil Schmidberger Simon Kramm                                                                            |
| Vierer mit Steuermann  | RTHC Bayer Leverkusen Felix Krane Dominic Imort Michel Palisaar Felix Drahotta Anna Dames (Stf.)                                                           | RV Weser Hameln Florian Wissel Nick Armgardt Emre Tas Maximilian Gümpel Mareike Adomat (Stf.)                                                                   | Berliner Ruder-Club Kort Luis Fricke Mika Richter Nikolaus Rossbach Maximilian Korge Martin Sauer (Stm.)                                                       |
| Achter                 | RTHC Bayer Leverkusen Nikita Mohr Christopher Ahn Dennis Dethmann Julius Christ Dominic Imort Felix Krane Michel Palisaar Felix Drahotta Anna Dames (Stf.) | Berliner Ruder-Club Nikolaus Rossbach Paul Röder David Junge Anton Finger Alexander Finger Moritz Wolff Tom Niklas Gränitz Maximilian Korge Martin Sauer (Stm.) | Osnabrücker RV Alexander Oberpenning Alexander Schawe Jonas Rohe Patrick Loh Timo Strunk Henning Köncke Conrad Felsner Fabian Windhorn Jaqueline Zimmer (Stf.) |

### Frauen
| Bootsklasse            | Gold | Silber | Bronze |
| ---------------------- | --- | --- | --- |
| Einer                  | Laura Kampmann (TV 1877 Essen-Kupferdreh) | Lena Siekerkotte (Kettwiger RG von 1906) | Leonie Scheuermann (Ludwigshafener RV von 1878) |
| Doppelzweier           | Limburger CfW Sarjana Klamp Sophia Krause | RC Germania Düsseldorf Lara Richter Leonie Menzel | Neusser RV Vera Spanke Cosima Clotten |
| Zweier ohne Steuerfrau | RC Potsdam Klara Kerstan Katarina Tkachenko | RC Hansa Dortmund Anna Hördemann Andra Aumann | RU Arkona Berlin Wiebke Kaufhold Mandy Reppner |
| Doppelvierer           | TV 1877 Essen-Kupferdreh Julia Schnelting Kira Gerth Anne Fischer Laura Kampmann                                                                     | Kettwiger RG von 1906 Lea Schneider Emma Achenbach Lene Mührs Lena Siekerkotte                                                                           | Osnabrücker RV Amelie Doden Vivien Stoppe Pia Greiten Carolin Brüggenolte |
| Vierer mit Steuerfrau  | RU Arkona Berlin Scarlett Gelleszun Jessika Fuhr Wiebke Kaufhold Mandy Reppner Lisa Hellmers (Stf.)                                                  | Mannheimer RG Baden Marina Warncke Anne Essig Marit Neumann Verena Schuhmacher-Moster Tessa Kuhn (Stf.)                                                  | Neusser RV Louisa Sommerfeld Alexandra Höffgen Paula Kuhn Alina Stammen Lennart Böhl (Stm.)                                                                                   |
| Achter                 | RU Arkona Berlin Scarlett Gelleszun Ann Laube Sofie Vardakas Alina Henze Jessika Fuhr Wiebke Kaufhold Mandy Reppner Ella Cosack Lisa Hellmers (Stf.) | Neusser RV Pia Stoffels Cosima Clotten Louisa Sommerfeld Franziska Horbach Paula Kuhn Alexandra Höffgen Vera Spanke Alina Stammen Patrizia Voeltz (Stf.) | Mannheimer RG Baden Marina Warncke Katharina Klinge Tessa Kuhn Johanna Neumann Sandra Luptowitsch Anne Essig Marit Neumann Verena Schuhmacher-Moster Laetitia Herrmann (Stf.) |

### Mixed
| Bootsklasse  | Gold                                                                          | Silber                                                                | Bronze                                                                      |
| ------------ | ----------------------------------------------------------------------------- | --------------------------------------------------------------------- | --------------------------------------------------------------------------- |
| Doppelvierer | Kölner RV von 1877 Sabrina Schoeps Robin Goeritz Christopher Becerra Pia Otto | Limburger CfW Sarjana Klamp Sophia Krause Philipp Richard Nils Krause | RC Witten von 1892 Julia Eichholz Annika Steinau Jonas Eichholz Finn Wolter |